# ジョン・ブリンクリー

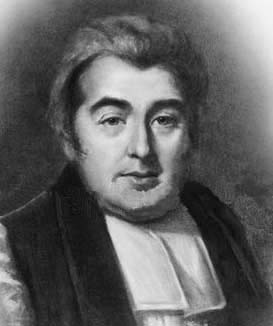
ジョン・ブリンクリー

ジョン・ブリンクリー（John Brinkley、1763年頃 - 1835年9月14日）は、イギリスの天文学者で、聖職者である。初代のアイルランドの王立天文官(Royal Astronomer of Ireland)となり、晩年、クロインの主教に任じられた。
生年は知られていないが、サフォーク州のウッドブリッジに生まれた。ケンブリッジ大学ゴンヴィル・アンド・キーズ・カレッジで奨学生（Sizar）として学び、1788年にシニア・ラングラーとスミス賞を獲得して卒業。1792年にダブリン大学の天文学のアンドリューズ教授職についた。アンドリューズ教授職はブリンクリーが任じられた1792年からアイルランド王室天文官の称号を得た。1827年までその職にあった。 1803年に王立協会のフェローに選出され、1808年に天文学の教科書、Elements of Plane Astronomy を発表し、1824年に王立協会のコプリ・メダルを受賞した。
章動の測定などを行ったが、それらの測定値は、同時代の王室天文官のジョン・ポンドによって訂正された。1826年にクロインの主教に任じられ、アイルランドの王立天文官の職はウィリアム・ローワン・ハミルトンに引き継がれた。
孫に、明治時代に日本で活動したジャーナリスト、フランシス・ブリンクリーがいる。